# أنور أبو عيشة
أنور أبو عيشة (وُلد في 30 يوليو 1951 في الخليل) مُحامي وقانوني فلسطيني، شغل منصب وزير وزارة الثقافة في الحكومة الفلسطينية الخامسة عشر والسادسة عشر برئاسة رامي الحمد الله. وهو عضو سابق في مجلس بلدي مدينة الخليل.
في 20 مارس 2020، أعلنت بلدية الخليل إصابته بمرض فيروس كورونا 2019 في مقر إقامته بفرنسا جراء منع السلطات الإسرائيلية عودته. ولاحقًا في 1 أبريل 2020، قال الناطق باسم الحكومة إبراهيم ملحم أن أبو عيشة قد تعافى.

## التحصيل العلمي
وُلد أنور جمال عبد المحسن أبو عيشة في مدينة الخليل في 30 يوليو 1951. تلقى تعليمه المدرسي في المدينة، ثم غادرها للجزائر وحصل على درجة البكالوريوس في القانون من جامعة وهران عام 1977، ودرجة الماجستير في القانون المدني من جامعة باريس العاشرة في فرنسا عام 1980، ولاحقًا درجة الدكتوراه في القانون المدني عام 1989 ومن نفس الجامعة. خلال دراسته في فرنسا، ترأس مجلس اتحاد الطلبة الفلسطينيين.
خلال عودته من الجزائر، اعتقله الاحتلال الإسرائيلي وحَكم عليه بالسجن لمدة عام، وإقامة جبرية لمدة عام أيضًا ثمَّ أبعده 1974.

## الحياة العملية
عمل أبو عيشة سكرتيرًا خاصًا بعصام السرطاوي، وصار عضوًا في اللجنة الأولمبية الفلسطينية عام 1982. عُين موظفًا رسميًا في منظمة التحرير الفلسطينية في عام 1983. وصار ممثلًا للمجلس الأعلى للشباب والرياضة الفلسطيني في أوروبا في الفترة 1983–1994.
منذ عام 1996، يعمل أبو عيشة محاضرًا في كلية الحقوق بجامعة القدس. صار عضوًا في مجلس بلدية الخليل بعد الانتخابات المحلية الفلسطينية 2012–13.
في 8 يونيو 2013، أصدر الرئيس محمود عباس مرسومًا بتعديل حكومة رامي الحمد الله الأولى وإضافة أنور أبو عيشة وزيرًا للثقافة. أدى اليمين القانونية في 9 يونيو 2013.
واستمر وزيرًا للثقافة في حكومة رامي الحمد الله الثانية حتى 2 يونيو 2014.